# 兴田镇
兴田镇是中国福建省武夷山市下辖的一个镇。

## 行政区划
兴田镇共辖1个社区、14个行政村，分别是：
兴田社区、兴田村、枫坡村、西郊村、黄土村、仙店村、南岸村、南树村、城村、大渚村、汀浒村、汀前村、虹桥村、双西村、南源岭村和武夷山监狱社区。

## 文化
城村为中国历史文化名村之一。
城村村是历史上中原进入福建的水陆要冲，是闽北的通商大埠，素享“北方重镇”之誉。现存明、清风格的古民居40余座。
2012年，城村被评为首批“中国传统村落”。

### 全国重点文物保护单位
- 城村汉城遗址